# Той, Мейсон
Ме́йсон Ви́нсент Той (англ. Mason Vincent Toye; 16 октября 1998, Саут-Ориндж, Нью-Джерси, США) — американский футболист, центральный нападающий клуба «Портленд Тимберс».

## Карьера

### Молодёжная карьера
В 2017 году Той поступил в Индианский университет в Блумингтоне и начал играть за университетскую футбольную команду в Национальной ассоциации студенческого спорта.

### Клубная карьера
Оставив университет после первого года обучения, 5 января 2018 года Той подписал контракт с MLS по программе Generation Adidas. 19 января на Супердрафта MLS 2018 был выбран в первом раунде под общим седьмым номером клубом «Миннесота Юнайтед». Его профессиональный дебют состоялся 10 марта в матче против «Орландо Сити», в котором он вышел на замену на 72-й минуте вместо Кристиана Рамиреса.
8 августа 2018 года Той был отправлен в аренду в клуб USL «Колорадо-Спрингс Суитчбакс». За «Суитчбакс» дебютировал 11 августа в матче против «Талсы Рафнекс». 1 сентября в матче против «Лос-Анджелес Гэлакси II» забил свой первый гол в профессиональной карьере.
4 апреля 2019 года Той был отдан в аренду аффилированному клубу «Форвард Мэдисон» из новообразованной лиги USL-1. 6 апреля участвовал в дебютном матче нового клуба, соперником в котором была «Чаттануга Ред Вулвз».
Той помог «Миннесоте Юнайтед» дойти до финала Открытого кубка США 2019, забив два победных гола: в ⅛ финала против «Хьюстон Динамо», состоявшейся 18 июня, и в полуфинале против «Портленд Тимберс», состоявшемся 7 августа.
29 июня 2019 года в матче против «Цинциннати» забил свой первый гол в MLS. 1 сентября в матче против «Лос-Анджелеса» оформил дубль, за что был выбран игроком недели в MLS.
1 октября 2020 года Той был обменян в «Монреаль Импакт» на $600 тыс. в общих распределительных средствах и пик второго раунда Супердрафта MLS 2021. За канадский клуб дебютировал 11 октября в матче против «Филадельфии Юнион». Свой первый гол за клуб, переименованный в начале 2021 года в «Клёб де Фут Монреаль», забил в матче стартового тура сезона 2021 против «Торонто» 17 апреля. 14 августа в матче против «Нью-Йорк Ред Буллз» он получил травму правого плеча и выбыл из строя на несколько месяцев, но несмотря на это 21 августа «КФ Монреаль» продлил контракт с ним до конца сезона 2024 с опцией на сезон 2025. В апреле 2023 года он получил разрыв мениска левого колена, из-за чего пропустил два месяца.
23 июля 2024 года Той был обменян в «Портленд Тимберс» на пик второго раунда Супердрафта MLS 2025 и условные $200 тыс. в общих распределительных средствах. За «Тимберс» дебютировал 28 июля в матче Кубка лиг 2024 против мексиканского «Леона», выйдя на замену на 82-й минуте вместо Джонатана Родригеса. Свой первый гол за «Тимберс» забил 1 августа в матче Кубка лиг против «Колорадо Рэпидз».

### Международная карьера
В феврале 2017 года Той был вызван в тренировочный лагерь сборной США до 19 лет, который включал два товарищеских матча: со сборной Сальвадора и с клубом «Майами».
30 августа 2019 года Той получил вызов в тренировочный лагерь сборной США до 23 лет, проходивший 1—10 сентября и включавший товарищеский матч со сборной Японии 9 сентября, в котором он забил гол.

## Статистика
| Выступление                         | Выступление      | Выступление      | Лига | Лига | Плей-офф | Плей-офф | Кубок | Кубок | Континент | Континент | Итого | Итого |
| Клуб                                | Лига             | Сезон            | Игры | Голы | Игры     | Голы     | Игры  | Голы  | Игры      | Голы      | Игры  | Голы  |
| ----------------------------------- | ---------------- | ---------------- | ---- | ---- | -------- | -------- | ----- | ----- | --------- | --------- | ----- | ----- |
| Миннесота Юнайтед                   | MLS              | 2018             | 17   | 0    | —        | —        | 1     | 0     | —         | —         | 18    | 0     |
| Миннесота Юнайтед                   | MLS              | 2019             | 17   | 6    | 1        | 0        | 5     | 2     | —         | —         | 23    | 8     |
| Миннесота Юнайтед                   | MLS              | 2020             | 8    | 1    | 1        | 1        | —     | —     | —         | —         | 9     | 2     |
| Миннесота Юнайтед                   | Итого            | Итого            | 42   | 7    | 2        | 1        | 6     | 2     | —         | —         | 50    | 10    |
| Колорадо-Спрингс Суитчбакс (аренда) | USL              | 2018             | 5    | 1    | —        | —        | —     | —     | —         | —         | 5     | 1     |
| Колорадо-Спрингс Суитчбакс (аренда) | Итого            | Итого            | 5    | 1    | —        | —        | —     | —     | —         | —         | 5     | 1     |
| Форвард Мэдисон (аренда)            | USL1             | 2019             | 7    | 0    | —        | —        | —     | —     | —         | —         | 7     | 0     |
| Форвард Мэдисон (аренда)            | Итого            | Итого            | 7    | 0    | —        | —        | —     | —     | —         | —         | 7     | 0     |
| Клёб де Фут Монреаль                | MLS              | 2020             | 6    | 0    | 1        | 0        | —     | —     | 1         | 0         | 8     | 0     |
| Клёб де Фут Монреаль                | MLS              | 2021             | 14   | 7    | —        | —        | 0     | 0     | —         | —         | 14    | 7     |
| Клёб де Фут Монреаль                | MLS              | 2022             | 18   | 2    | 2        | 0        | 0     | 0     | 0         | 0         | 20    | 2     |
| Клёб де Фут Монреаль                | MLS              | 2023             | 14   | 3    | —        | —        | 1     | 0     | 1         | 0         | 16    | 3     |
| Клёб де Фут Монреаль                | MLS              | 2024             | 12   | 1    | —        | —        | 1     | 0     | —         | —         | 13    | 1     |
| Клёб де Фут Монреаль                | Итого            | Итого            | 64   | 13   | 3        | 0        | 2     | 0     | 2         | 0         | 71    | 13    |
| Портленд Тимберс                    | MLS              | 2024             | 0    | 0    | —        | —        | —     | —     | 3         | 1         | 3     | 1     |
| Портленд Тимберс                    | Итого            | Итого            | 0    | 0    | —        | —        | —     | —     | 3         | 1         | 3     | 1     |
| Всего за карьеру                    | Всего за карьеру | Всего за карьеру | 118  | 21   | 5        | 1        | 8     | 2     | 5         | 1         | 136   | 25    |